# El juego de Gerald
El juego de Gerald es una novela de terror de Stephen King, la cual escribió después de Needful Things.

## Argumento
Nos narra lo que sucede tras el trágico desenlace del juego sexual de Gerald Burlingame (que consistía en esposar a su mujer, Jessie Mahout, a la cabecera de una cama). Después de su muerte por un ataque cardiaco, Gerald termina en el suelo, dejando a su esposa atrapada y alejada de la civilización, pues todo sucede en su casa en el bosque. Jessie comenzará una travesía de dolor y lucha por su supervivencia, atormentada por los fantasmas de su oscuro pasado, un perro hambriento y un individuo macabro al que apoda "Luz de Luna", quién es un hombre muy raro.

## Enlaces de interés
https://scarlattaurbanart.com/kultura-random/